# Lilla Melodifestivalen 2006
Lilla Melodifestivalen 2006 hölls den 6 oktober 2006 på Sveriges Television. Vann gjorde Benjamin med låten Hej Sofia, en låt som vann i huvudsak på grund av att tittarnas röster avgjorde. Låtarna med de tre bästa resultaten fick representera Sverige i MGP Nordic 2006.
Tävlingen skall inte sammanblandas med Stage Junior 2006 som för första året sändes i TV4. 

## Bidrag
1. Junior - I min fantasi
2. Ibrahim - Stanna hos dig
3. MADE - Inga känslor kvar
4. Micha - Lite tid
5. Sanna - Genom skog, berg och hav
6. Frida - Starka tillsammans
7. 4-ever - Du är så fin
8. Benjamin - Hej Sofia
9. Stajf - Åh jag fattar inte vad det är
10. Joel Melin - Aldrig lämna dig

## Resultat
| Placering | Sång                          | Artist   | Poäng |
| --------- | ----------------------------- | -------- | ----- |
| 1.        | Hej Sofia                     | Benjamin | 104   |
| 2.        | Genom skog, berg och hav      | Sanna    | 72    |
| 3.        | Inga känslor kvar             | MADE     | 60    |
| 4.        | Starka tillsammans            | Frida    | 56    |
| 5.        | Åh jag fattar inte vad det är | Stajf    | 46    |
| 6.        | Aldrig lämna dig              | Joel     | 40    |
| 7.        | Stanna hos dig                | Ibrahim  | 36    |
| 8.        | Lite tid                      | Micha    | 32    |
| 9.        | Du är så fin                  | 4-ever   | 28    |
| 10.       | I min fantasi                 | Junior   | 26    |

## Poängdelning
| Artist   | Juryn | Folket | Totalt |
| -------- | ----- | ------ | ------ |
| Benjamin | 44    | 60     | 104    |
| Sanna    | 22    | 50     | 72     |
| MADE     | 20    | 40     | 60     |
| Frida    | 46    | 10     | 56     |
| Stajf    | 16    | 30     | 46     |
| Joel     | 20    | 20     | 40     |
| Ibrahim  | 26    | 10     | 36     |
| Micha    | 22    | 10     | 32     |
| 4-ever   | 18    | 10     | 28     |
| Junior   | 16    | 10     | 26     |